# Scorpiops lhasa
Espèce
Scorpiops lhasa est une espèce de scorpions de la famille des Scorpiopidae.

## Distribution
Cette espèce est endémique du Tibet en Chine. Elle se rencontre vers Lhassa à 3 700 m d'altitude.

## Étymologie
Son nom d'espèce lui a été donné en référence au lieu de sa découverte, Lhassa.

## Publication originale
- Di & Zhu, 2009 : « One new species of the genus Scorpiops Peters, 1861 (Scorpiones: Euscorpiidae, Scorpiopinae) from Xizang, China. » Zootaxa, no 2030, p. 39-48.